# Tolomeo VI
Tolomeo Filometore (in greco antico: Πτολεμαῖος Φιλομήτωρ?, Ptolemàios Philomḕtōr; 186 a.C. – Antiochia di Siria, 145 a.C.), chiamato nella storiografia moderna Tolomeo VI, è stato un faraone egizio appartenente al periodo tolemaico.

## Biografia

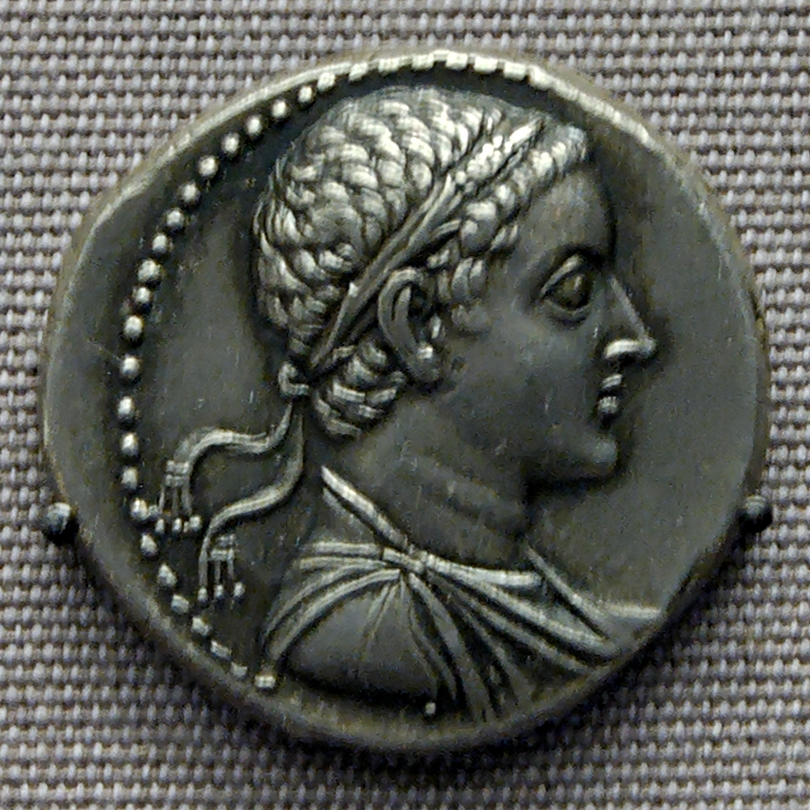
Tetradramma raffigurante Tolomeo V, padre di Tolomeo VI (British Museum, Londra)

### Origini familiari
Tolomeo era nato all'interno della dinastia tolemaica, figlio primogenito di Tolomeo V Epifane e Cleopatra I Sira; i suoi nonni paterni erano quindi Tolomeo IV Filopatore e Arsinoe III, mentre quelli materni erano l'imperatore seleucide Antioco III il Grande e Laodice III. Non aveva zii paterni, mentre quelli materni erano Antioco minore, Laodice IV e Seleuco IV Filopatore, Antiochide e Antioco IV Epifane. Aveva una sorella maggiore, Cleopatra II, e un fratello minore, Tolomeo VIII Evergete.

### Regno
All'inizio del 180 a.C. Tolomeo V morì e Tolomeo, come figlio maggiore, diventò re d'Egitto sotto la reggenza della madre Cleopatra I. La regina-madre, di origini seleucidi, riuscì a restaurare i rapporti con il fratello Seleuco IV, che stava per entrare in guerra con l'Egitto. Cleopatra, però, morì nella primavera del 176 a.C.. Verso il 175 a.C. Tolomeo sposò la sorella Cleopatra II.
Dopo la morte della madre, gli affari del regno vennero affidati a due tutori: Leneo, uno schiavo affrancato di origini siriane, ed Euleo, un eunuco probabilmente anche lui di origini orientali. I due ministri ebbero la temerarietà di dichiarare guerra contro Antioco IV Epifane, re di Siria, nella vana speranza di riconquistare le province della Celesiria e della Fenicia, che erano state strappate da suo padre alla monarchia egizia. Al contrario dei propositi dei due ministri, l'esercito egizio fu completamente sconfitto in breve tempo presso Pelusio e la totale vittoria aprì la strada ai seleucidi per avanzare in tutto il Basso Egitto; in questo modo nel 170 a.C. Antioco si portò fino a Menfi e la occupò. Il giovane re Tolomeo cadde nelle mani di Antioco, il quale lo trattò con gentilezza e rispetto. Nel 169 a.C. Antioco depose Tolomeo e si fece incoronare re d'Egitto. 
La cosa provocò una rivolta ad Alessandria, dove fu proclamato re il fratello di Tolomeo VI, con il nome di Tolomeo Evergete II, detto il Fiscone. Quando Antioco si ritirò, i due fratelli governarono insieme alla sorella Cleopatra II per alcuni anni sotto il controllo di Roma. Nel 164 il Filometore fu cacciato, ma tornò l'anno dopo, cedendo al fratello Cirene e la Libia. Nel 155 Tolomeo VI sconfisse definitivamente il fratello. Dopo una fortunata campagna iniziata nel 150 a.C., venne nominato re di Siria insieme con Demetrio II. Morì a seguito delle ferite riportate nella battaglia di Antiochia nel 145 a.C..

## Ascendenza
|             |            |                        | Genitori              |  |  | Nonni |  |  | Bisnonni   |  |  | Trisnonni  |  |
|             |            |                        |                       |  |  |       |  |  | Tolomeo IV |  |  | Tolomeo II |  |
|             |            |                        |                       |  |  |       |  |  | Tolomeo IV |  |  | Tolomeo II |  |
|             |            | Arsinoe I              |                       |  |  |       |  |  | Tolomeo IV |  |  |            |  |
| Tolomeo IV  |            |                        |                       |  |  |       |  |  | Tolomeo IV |  |  |            |  |
|             |            | Arsinoe III            | Magas di Cirene       |  |  |       |  |  |            |  |  |            |  |
|             |            | Arsinoe III            | Magas di Cirene       |  |  |       |  |  |            |  |  |            |  |
|             |            | Arsinoe III            | Apama II              |  |  |       |  |  |            |  |  |            |  |
| Tolomeo V   |            | Arsinoe III            |                       |  |  |       |  |  |            |  |  |            |  |
|             |            | Tolomeo III            | Tolomeo II            |  |  |       |  |  |            |  |  |            |  |
|             |            | Tolomeo III            | Tolomeo II            |  |  |       |  |  |            |  |  |            |  |
|             |            | Tolomeo III            | Arsinoe I             |  |  |       |  |  |            |  |  |            |  |
| Arsinoe III |            | Tolomeo III            |                       |  |  |       |  |  |            |  |  |            |  |
|             |            | Berenice II            | Magas di Cirene       |  |  |       |  |  |            |  |  |            |  |
|             |            | Berenice II            | Magas di Cirene       |  |  |       |  |  |            |  |  |            |  |
|             |            | Berenice II            | Apama II              |  |  |       |  |  |            |  |  |            |  |
| Tolomeo VI  |            | Berenice II            |                       |  |  |       |  |  |            |  |  |            |  |
|             | Seleuco II | Antioco II             |                       |  |  |       |  |  |            |  |  |            |  |
|             | Seleuco II | Antioco II             |                       |  |  |       |  |  |            |  |  |            |  |
|             | Seleuco II | Laodice I              |                       |  |  |       |  |  |            |  |  |            |  |
| Antioco III | Seleuco II |                        |                       |  |  |       |  |  |            |  |  |            |  |
|             |            | Laodice II             | Andromaco             |  |  |       |  |  |            |  |  |            |  |
|             |            | Laodice II             | Andromaco             |  |  |       |  |  |            |  |  |            |  |
|             |            | Laodice II             | …                     |  |  |       |  |  |            |  |  |            |  |
| Cleopatra I |            | Laodice II             |                       |  |  |       |  |  |            |  |  |            |  |
|             |            | Mitridate II del Ponto | Ariobarzane del Ponto |  |  |       |  |  |            |  |  |            |  |
|             |            | Mitridate II del Ponto | Ariobarzane del Ponto |  |  |       |  |  |            |  |  |            |  |
|             |            | Mitridate II del Ponto | …                     |  |  |       |  |  |            |  |  |            |  |
| Laodice III |            | Mitridate II del Ponto |                       |  |  |       |  |  |            |  |  |            |  |
|             |            | Laodice                | Antioco II            |  |  |       |  |  |            |  |  |            |  |
|             |            | Laodice                | Antioco II            |  |  |       |  |  |            |  |  |            |  |
|             |            | Laodice                | Laodice I             |  |  |       |  |  |            |  |  |            |  |
|             |            | Laodice                |                       |  |  |       |  |  |            |  |  |            |  |